# Radějovice (Kelet-prágai járás)
Radějovice település Csehországban, a Kelet-prágai járásban. Radějovice Jesenice, Křížkový Újezdec, Sulice, Herink és Popovičky településekkel határos. Lakosainak száma 544 fő (2024. január 1.).

## Népesség
A település lakosságának változását az alábbi diagram mutatja:
| Lakosok száma | 361  | 378  | 325  | 241  | 176  | 188  | 395  | 466  | 500  | 544  |
|               | 1869 | 1890 | 1921 | 1950 | 1980 | 2001 | 2017 | 2019 | 2022 | 2024 |